# Venturada
Venturada és un municipi de la Comunitat de Madrid. Té dos nuclis urbans: Los Cotos de Monterrey, actualment el més important i més poblat, i Venturada Pueblo amb la seu de l'ajuntament, més important històricament.

## Demografia
| 1991 | 1996 | 2001 | 2004 | 2006 |
| ---- | ---- | ---- | ---- | ---- |
| 332  | 539  | 919  | 1118 | 1451 |